# Skorup Sogn
Skorup Sogn er et sogn i Silkeborg Provsti (Århus Stift).
I 1800-tallet var Tvilum Sogn anneks til Skoruap Sogn. De dannede sognekommune med Voel Sogn. Alle 3 sogne hørte til Gjern Herred i Skanderborg Amt. Skorup-Tvilum-Voel sognekommune blev ved kommunalreformen i 1970 indlemmet i Gjern Kommune, som ved strukturreformen i 2007 indgik i Silkeborg Kommune.
I Skorup Sogn ligger Skorup Kirke.
I sognet findes følgende autoriserede stednavne:
- Grølsted (bebyggelse, ejerlav)
- Grølsted Mark (bebyggelse)
- Nørreskov (areal)
- Skorup (bebyggelse, ejerlav)